# Ontherus monilistriatus
Ontherus monilistriatus är en skalbaggsart som beskrevs av François Génier 1996. Ontherus monilistriatus ingår i släktet Ontherus och familjen bladhorningar. Inga underarter finns listade i Catalogue of Life.